# Сванберг, Рогер
Ро́гер Сва́нберг (швед. Roger Svanberg; род. 27 апреля 1943) — шведский кёрлингист.
В составе мужской сборной Швеции участник чемпионата мира 1976 (заняли четвёртое место).
Клубная команда, в которой играл Рогер Сванберг, заняла на чемпионате Швеции среди мужчин 1976 года только второе место, но однако же Шведская ассоциация кёрлинга решила, что именно эта команда будет представлять Швецию на чемпионате мира 1976, потому что команда скипа Jens Håkansson, выигравшая чемпионат, «слишком молодая и не имеет достаточного международного опыта» для выступления в качестве сборной на чемпионате мира.
Играл на позиции третьего.

## Достижения
- Чемпионат Швеции по кёрлингу среди мужчин: серебро (1976).

## Команды
| Сезон   | Четвёртый     | Третий         | Второй           | Первый        | Турниры                      |
| ------- | ------------- | -------------- | ---------------- | ------------- | ---------------------------- |
| 1976—77 | Челль Эдфальк | Рогер Сванберг | Бенгт Седервалль | Матс Улофссон | ЧШМ 1976 · ЧМ 1976 (4 место) |

(скипы выделены полужирным шрифтом)